# Andreas Christensen
Andreas Bødtker Christensen (Lillerød, 10 de abril de 1996) es un futbolista danés que juega de defensa en el F. C. Barcelona de la Primera División de España.

## Trayectoria
Realizó las divisiones menores y juveniles en el Chelsea F. C., pero debido a la falta de oportunidades en el primer equipo, en julio de 2015 fue enviado a préstamo al Borussia Mönchengladbach durante dos temporadas.
Después de su paso por el fútbol alemán, volvió al Chelsea F. C. donde se convirtió en una pieza clave en el eje de la defensa. Puso fin a su etapa en el club, del cual formó parte durante diez años, en junio de 2022 una vez expiró su contrato y habiendo jugado 161 partidos con el primer equipo.
El 4 de julio de 2022 se hizo oficial su fichaje por el F. C. Barcelona para las siguientes cuatro temporadas. Fue inscrito el 12 de agosto, mismo día del comienzo del campeonato liguero.
El 29 de abril de 2023 consiguió su primer gol con la camiseta azulgrana, el primero de un triunfo ante el Real Betis, el mismo día que reaparecía tras varias semanas lesionado.

## Selección nacional

### Participaciones en Copas del Mundo
| Mundial                        | Sede  | Resultados       | Partidos | Goles |
| ------------------------------ | ----- | ---------------- | -------- | ----- |
| Copa Mundial de Fútbol de 2018 | Rusia | Octavos de final | 4        | 0     |
| Copa Mundial de Fútbol de 2022 | Catar | Primera fase     | 3        | 1     |

### Participaciones en Eurocopas
| Copa          | Sede     | Resultado        | Partidos | Goles |
| ------------- | -------- | ---------------- | -------- | ----- |
| Eurocopa 2020 | Europa   | Semifinal        | 6        | 1     |
| Eurocopa 2024 | Alemania | Octavos de final | 4        | 0     |

## Estadísticas

### Clubes
Actualizado al último partido disputado el 25 de mayo de 2025.
| Club                                | Div.          | Temporada     | Liga  | Liga  | Copas nacionales | Copas nacionales | Copas internacionales | Copas internacionales | Total | Total |
| Club                                | Div.          | Temporada     | Part. | Goles | Part.            | Goles            | Part.                 | Goles                 | Part. | Goles |
| ----------------------------------- | ------------- | ------------- | ----- | ----- | ---------------- | ---------------- | --------------------- | --------------------- | ----- | ----- |
| Chelsea F. C. Inglaterra            | 1.ª           | 2014-15       | 1     | 0     | 2                | 0                | 0                     | 0                     | 3     | 0     |
| Borussia Mönchengladbach · Alemania | 1.ª           | 2015-16       | 31    | 3     | 3                | 0                | 5                     | 0                     | 39    | 3     |
| Borussia Mönchengladbach · Alemania | 1.ª           | 2016-17       | 31    | 2     | 3                | 0                | 9                     | 2                     | 43    | 4     |
| Borussia Mönchengladbach · Alemania | Total club    | Total club    | 62    | 5     | 6                | 0                | 14                    | 2                     | 82    | 7     |
| Chelsea F. C. Inglaterra            | 1.ª           | 2017-18       | 27    | 0     | 7                | 0                | 6                     | 0                     | 40    | 0     |
| Chelsea F. C. Inglaterra            | 1.ª           | 2018-19       | 8     | 0     | 6                | 0                | 15                    | 0                     | 29    | 0     |
| Chelsea F. C. Inglaterra            | 1.ª           | 2019-20       | 21    | 0     | 2                | 0                | 5                     | 0                     | 28    | 0     |
| Chelsea F. C. Inglaterra            | 1.ª           | 2020-21       | 17    | 0     | 3                | 0                | 7                     | 0                     | 27    | 0     |
| Chelsea F. C. Inglaterra            | 1.ª           | 2021-22       | 19    | 0     | 4                | 1                | 11                    | 1                     | 33    | 2     |
| Chelsea F. C. Inglaterra            | Total club    | Total club    | 93    | 0     | 24               | 1                | 44                    | 1                     | 161   | 2     |
| F. C. Barcelona · España            | 1.ª           | 2022-23       | 23    | 1     | 4                | 0                | 5                     | 0                     | 32    | 1     |
| F. C. Barcelona · España            | 1.ª           | 2023-24       | 30    | 2     | 5                | 0                | 7                     | 1                     | 42    | 3     |
| F. C. Barcelona · España            | 1.ª           | 2024-25       | 5     | 0     | 0                | 0                | 1                     | 0                     | 6     | 0     |
| F. C. Barcelona · España            | Total club    | Total club    | 58    | 3     | 9                | 0                | 13                    | 1                     | 80    | 4     |
| Total carrera                       | Total carrera | Total carrera | 213   | 8     | 39               | 1                | 71                    | 4                     | 323   | 13    |
| 1. 2.                               |               |               |       |       |                  |                  |                       |                       |       |       |

### Goles como internacional
| Goles como internacional con Dinamarca | Goles como internacional con Dinamarca | Goles como internacional con Dinamarca      | Goles como internacional con Dinamarca | Goles como internacional con Dinamarca | Goles como internacional con Dinamarca | Goles como internacional con Dinamarca |
| N.º                                    | Fecha                                  | Estadio                                     | Rival                                  | Gol                                    | Resultado                              | Competición                            |
| -------------------------------------- | -------------------------------------- | ------------------------------------------- | -------------------------------------- | -------------------------------------- | -------------------------------------- | -------------------------------------- |
| 1.                                     | 14 de noviembre de 2017                | Aviva Stadium, Dublín, República de Irlanda | Irlanda                                | 1-1                                    | 1-5                                    | Clasificación Mundial 2018             |
| 2.                                     | 21 de junio de 2021                    | Parken, Copenhague, Dinamarca               | Rusia                                  | 1-3                                    | 1-4                                    | Eurocopa 2020                          |
| 3.                                     | 26 de noviembre de 2022                | Estadio 974, Doha, Catar                    | Francia                                | 1-1                                    | 2-1                                    | Mundial 2022                           |

## Palmarés

### Campeonatos nacionales
| Título                     | Club            | País       | Año  |
| -------------------------- | --------------- | ---------- | ---- |
| Premier League             | Chelsea F. C.   | Inglaterra | 2015 |
| FA Cup                     | Chelsea F. C.   | Inglaterra | 2018 |
| Supercopa de España        | F. C. Barcelona | España     | 2023 |
| Primera División de España | F. C. Barcelona | España     | 2023 |
| Supercopa de España        | F. C. Barcelona | España     | 2025 |
| Copa del Rey               | F. C. Barcelona | España     | 2025 |
| Primera División de España | F. C. Barcelona | España     | 2025 |

### Campeonatos internacionales
| Título                       | Club          | Sede                   | Año  |
| ---------------------------- | ------------- | ---------------------- | ---- |
| Liga Europa de la UEFA       | Chelsea F. C. | Bakú                   | 2019 |
| Liga de Campeones de la UEFA | Chelsea F. C. | Oporto                 | 2021 |
| Supercopa de la UEFA         | Chelsea F. C. | Belfast                | 2021 |
| Copa Mundial de Clubes       | Chelsea F. C. | Emiratos Árabes Unidos | 2021 |